# Sonja Gube
Sonja Vivianne Gube, född 22 juni 1956 i Skeppsholms församling, Stockholm, är en svensk dansare, koreograf och regissör.
Sonja Gube verkar som koreograf och regissör och har arbetat med både amatörteater och professionella uppsättningar. I sin tidiga karriär dansade hon i baletten hos Sten-Åke Cederhök på Veckans Revy i Göteborg. Under 1980-talet var hon koreograf och dansare i Hagge Geigerts revyer på Lisebergsteatern.[källa behövs]
Bland hennes regi- och koreografiuppdrag kan nämnas musikalerna Copacabana och My Fair Lady på Växjö konserthus, Charleys Tant på Folkan i Borås, Chicago på stadsteatern i Skövde och The Best Little Whorehouse in Texas på Hotell Södra Berget i Sundsvall.[källa behövs]
Hon fick Göteborgs stads kulturstipendium år 2000.

## Filmografi
Koreografi
- 1982 – Målaren

Roller
- 1990 – Bulan

## Teater

### Regi (ej komplett)
| År   | Produktion     | Upphovsmän                                            | Teater                                           |
| ---- | -------------- | ----------------------------------------------------- | ------------------------------------------------ |
| 1985 | A Star is Torn | Robin Archer och Rodney Fisher Översättning Rune Blom | Scalateatern Regi tillsammans med Olle Ljungberg |

### Koreografi (ej komplett)
| År   | Produktion                                    | Upphovsmän | Regi             | Teater                   |
| ---- | --------------------------------------------- | --- | ---------------- | ------------------------ |
| 1983 | Brel                                          | Olle Ljungberg och Sonja Gube                                                                                 | Olle Ljungberg   | Göta Lejon               |
| 1985 | Kent                                          | Kent Andersson, Carl-Axel Dominique och Monica Dominique                                                      | Olle Ljungberg   | Göta Lejon               |
| 1996 | Spindelkvinnans kyss Kiss of the Spider Woman | John Kander, Fred Ebb och Terrence McNally Översättning Stina Nordenstam, Lasse Söderberg och Carsten Palmaer | Ronny Danielsson | Helsingborgs stadsteater |

### Fotnoter
1. ↑  ”Sonja Gube”. Svensk Filmdatabas. http://sfi.se/sv/svensk-filmdatabas/Item/?type=PERSON&itemid=198363&ref=%2ftemplates%2fSwedishFilmSearchResult.aspx%3fid%3d1225%26epslanguage%3dsv%26searchword%3dsonja+gube%26type%3dPerson%26match%3dBegin%26page%3d1%26prom%3dFalse. Läst 3 augusti 2012.
2. ↑  Eva af Geijerstam (7 oktober 1985). ”Evabritt Strandberg i 'A Star is Torn': Klarar även de svåraste”. Dagens Nyheter:  s. 21. http://arkivet.dn.se/arkivet/tidning/1985-10-07/273/20. Läst 30 augusti 2015.
3. ↑  Bengt Jahnsson (2 oktober 1983). ”'Brel' på Göta Lejon: Många fullträffar gör succén given”. Dagens Nyheter:  s. 16. http://arkivet.dn.se/arkivet/tidning/1983-10-02/267/16. Läst 17 september 2016.
4. ↑  Bengt Jahnsson (13 januari 1985). ”Götgatan 55: Stilla revymusikal med mjuka tassar”. Dagens Nyheter:  s. 16. http://arkivet.dn.se/arkivet/tidning/1985-01-13/12/19. Läst 17 september 2016.